# Deutsche Botschaft Kampala
Die Deutsche Botschaft Kampala ist die offizielle diplomatische Vertretung der Bundesrepublik Deutschland in der Republik Uganda.

## Lage und Gebäude
Die Botschaft liegt ebenso wie viele andere ausländische Vertretungen im Stadtteil Kololo der ugandischen Hauptstadt Kampala. Zum 3,5 km entfernten Außenministerium gelangt man in 10 Minuten, während es zum internationalen Flughafen Entebbe, der rund 50 km entfernt ist, eine knappe Stunde Fahrtzeit bedarf. Die Straßenadresse lautet: 15 Philip Road, Kololo, Kampala.
Die Kanzlei der Botschaft wurde in den 1970er Jahren gebaut und Ende der 1980er Jahre, als der Bund die Liegenschaft erworben hatte, unter Federführung der damaligen Bundesbaudirektion weitgehend umgebaut. Das freistehende Kanzleigebäude wurde Ende der 2010er Jahre generalsaniert und erweitert, indem ein Anbau für die Unterbringung der Visastelle erfolgte. Ferner wurde auf dem ca. 3300 m² großen Gelände eine neue Außenwache errichtet, die einen getrennten Zugang zur Visastelle ermöglicht.

## Aufgaben und Organisation
Die Botschaft Kampala hat den Auftrag, die bilateralen Beziehungen zum Gastland Uganda zu pflegen. Sie ist ferner für die Wahrnehmung der konsularischen Aufgaben und Visavergabe für Südsudan zuständig. 
In der Botschaft werden die Sachgebiete Politik, Wirtschaft, Kultur und Bildung bearbeitet. In der Entwicklungszusammenarbeit konnten seit 2004 Projekte mit einem Volumen von mehr als 250 Millionen Euro durchgeführt werden, wobei die Bereiche Wasserversorgung, erneuerbare Energien und Finanzierungssysteme im ländlichen Raum im Vordergrund standen.
Die Botschaft bietet vollumfänglich konsularische Dienstleistungen für deutsche Staatsangehörige an und stellt Schengen- und nationale Visa aus. Ein Bereitschaftsdienst besteht für konsularische Notfälle.

## Geschichte
Uganda wurde am 9. Oktober 1962 vom Vereinigten Königreich unabhängig. Am selben Tag wurde das seit dem 2. Juli 1962 bestehende Konsulat der Bundesrepublik Deutschland in eine Botschaft umgewandelt. Seitdem liegt die Leitung der Vertretung in den Händen eines Botschafters.
Am 5. Januar 1973 nahmen Uganda und die DDR diplomatische Beziehungen auf. Die DDR entsandte ebenfalls Botschafter nach Kampala. Die Vertretung wurde im Jahr 1990 mit Beitritt der DDR zur Bundesrepublik Deutschland geschlossen.